# Jesus allena mitt hjärta skall äga
Jesus allena mitt hjärta skall äga är en lovsångspsalm med fem 4-radiga verser och en refräng med samma omfattning. Författare till texten är Gustaf Blom. Melodin som används till sången är densamma som till Carl Michael Bellmans Venus, Minerva, Mars bland de djärva. 
En söndag i maj 1884 gör en grupp Frälsningssoldater en resa med båt från Stockholm till Uppsala där de håller möten tillsammans med Uppsalakårens ledare, kapten Annie Hartelius. Sent på natten reser de tillbaka till Stockholm. På båten var den första kadetten från Uppsala, Hilma Andersson, med. Hilma bar en tröja med texten "Jesus allena" broderad på. Gustaf Blom som ser texten skriver under resan en dikt med fyra verser där varje vers inleds med raden "Jesus allena mitt hjärta skall äga". Redan samma år publiceras dikten i Stridsropet nummer 9.

## Publicerad i
- Stridsropet 1884
- Herde-Rösten 1892 som nr 222 under rubriken "Jesu ledning och efterföljelse:" Författare och kompositör ej angivet.
- Musik till Frälsningsarméns sångbok 1907 som nr 207
- Samlingstoner 1919 som nr 190 under rubriken "Lovsånger". Författare och kompositör ej angivet.
- Frälsningsarméns sångbok 1929 som nr 291 under rubriken "Jubel, erfarenhet och vittnesbörd"
- Musik till Frälsningsarméns sångbok 1930 som nr 291
- Musik till Frälsningsarméns sångbok 1945 som nr 322
- Förbundstoner 1957 som nr 85 under rubriken "Guds uppenbarelse i Kristus: Jesu person och verk". Gustaf Blom anges som författare.
- Frälsningsarméns sångbok 1968 som nr 309 under rubriken "Jubel och tacksägelse"
- Frälsningsarméns sångbok 1990 som nr 566 under rubriken "Erfarenhet och vittnesbörd"